# Apeira helvolaria
Apeira helvolaria är en fjärilsart som beskrevs av Robson och Gardner 1886-1887. Apeira helvolaria ingår i släktet Apeira och familjen mätare. Inga underarter finns listade i Catalogue of Life.